# Вежбиця (Меховський повіт)
Вежбиця (пол. Wierzbica) — село в Польщі, у гміні Козлув Меховського повіту Малопольського воєводства.
Населення — 266 осіб (2011).
У 1975-1998 роках село належало до Келецького воєводства.

## Демографія
Демографічна структура станом на 31 березня 2011 року:
|          | Загалом | Допрацездатний вік | Працездатний вік | Постпрацездатний вік |
| -------- | ------- | ------------------ | ---------------- | -------------------- |
| Чоловіки | 126     | 22                 | 91               | 13                   |
| Жінки    | 140     | 28                 | 73               | 39                   |
| Разом    | 266     | 50                 | 164              | 52                   |